# Park Jong-Woo
Park Jong-Woo (koreanska: 박종우), född den 10 mars 1989 i Seongnam, är en sydkoreansk fotbollsspelare som spelar för Busan Ipark. Han tog OS-brons i herrfotbollsturneringen vid de olympiska fotbollsturneringarna 2012 i London. 